# Baseball au cinéma

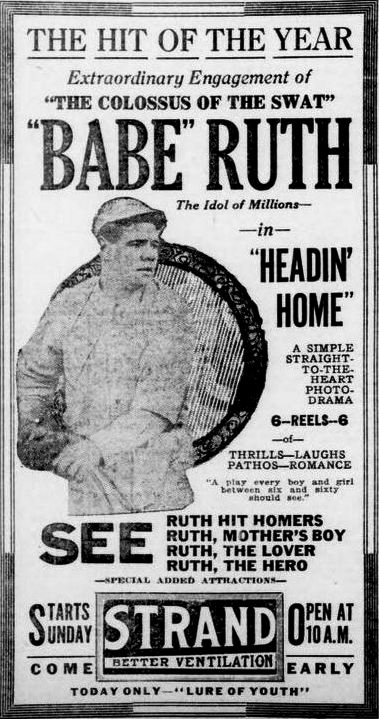
Affiche du film Heading Home sorti en 1920

Le baseball et le cinéma possèdent une histoire commune plus que centenaire. Le premier film consacré au baseball date en effet de 1898.

## Les premiers films sur le baseball
Le premier film consacré au baseball date de 1898. Signé par Thomas Edison, The Ball Game se contente de restituer quelques lancers. Le premier film disposant d'un scénario est une question non tranchée. Deux candidats : How the Officer Boy Saw the Ball Game de Thomas Edison et Baseball on the Beach. Ces deux courts métrages datent de 1906.
Le premier documentaire est tourné en 1908 à l'occasion des Séries mondiales.

## Récompenses
Les plus fameux films ayant un scénario construit autour du baseball sont Le Meilleur (1984) avec Robert Redford qui obtint quatre nominations aux Oscars, Jusqu'au bout du rêve (3 nominations aux Oscars) avec Kevin Costner, Vainqueur du destin (11 nominations aux Oscars) avec Gary Cooper dans le rôle de Lou Gehrig et Une équipe hors du commun avec Tom Hanks et Geena Davis retraçant les premiers pas de la ligue professionnelle féminine. Au rayon des comédies, citons Les Indians (1989) et dans la catégorie des documentaires, l'Histoire du baseball de Ken Burns en 1994.

## Joueur et acteur
Des joueurs de Ligues majeures apparaissent parfois dans des films, liés ou pas au baseball. Cette pratique est très courante entre les deux Guerres mondiales dans la droite ligne des pratiques déjà en usage avant la Grande Guerre et l'apparition du cinéma avec des joueurs passant l'hiver à se produire dans des cabarets ou des pièces de théâtre. Ty Cobb apparaît ainsi en 1917 dans Somewhere in Georgia, Joe DiMaggio fait sa première apparition à l'écran en 1937 dans Manhatan Merry-go-Round tandis que Lou Gehrig joue dans un western de série B, Rawhide (1938).

## Chronologie des principaux films de baseball
| - 1916 : Casey At The Bat - 1919 : Baseball : An Analysis of Motion - 1920 : Heading Home - 1921 : As The World Rolls On - 1927 : Casey At The Bat (remake du film de 1916) - 1928 : Warming Up - 1935 : Alibi Ike - 1937 : Girls Can Play - 1942 : Vainqueur du destin (The Pride of the Yankees) - 1948 : The Babe Ruth Story - 1949 : Match d'amour (Take Me Out to the Ball Game) - 1949 : The Stratton Story - 1949 : Faux Jeu (It happens every spring) - 1949 : The Kid from Cleveland - 1950 : The Jackie Robinson Story - 1951 : Angels in the Outfield - 1952 : The Winning Team - 1953 : The Kid from Left Field - 1957 : Prisonnier de la peur (Fear Strikes Out) - 1958 : Cette satanée Lola (Damn Yankees!) - 1960 : Los Pequenos Gigantes - 1973 : Le Dernier Match (Bang the Drum Slowly) - 1976 : La Chouette Équipe (The Bad News Bears) - 1976 : Bingo (The Bingo Long Traveling All-Stars & Motor Kings) - 1977 : The Bad News Bears in Breaking Training - 1978 : The Bad News Bears Go to Japan - 1984 : Le Meilleur (The Natural) - 1986 : A Winner Never Quits (en) - 1987 : Amazing Grace and Chuck - 1988 : Les Coulisses de l'exploit (Eight Men Out) - 1988 : Duo à trois (Bull Durham) - 1989 : Jusqu'au bout du rêve (Field of Dreams) - 1989 : Les Indians (Major League) |  | - 1992 : Une équipe hors du commun (A League of Their Own) - 1992 : The Babe - 1992 : Mr. Baseball - 1993 : Le Gang des champions (The Sandlot) - 1994 : Les Indians 2 (Major League II) - 1994 : La Révélation (The Scout) - 1994 : Cobb - 1996 : Le Fan (The Fan) - 1996 : La Couleur du baseball (Soul of the Game) - 1998 : Les Indians 3 (Major League III) - 1999 : Pour l'amour du jeu (For Love of the Game) - 2001 : Hardball - 2001 : 61* (film TV) - 2001 : Hot Summer (Summer Catch) - 2002 : Rêve de champion (The Rookie) - 2005 : Terrain d'entente (Fever Pitch) - 2006 : Everyone's Hero - 2006 : La Revanche des losers (The Benchwarmers) - 2006 : Spaceman: A Baseball Odyssey (documentaire) - 2007 : American Pastime - 2007 : The Final Season - 2007 : Chasing 3000 (en) - 2007 : The Perfect Game - 2008 : Un été sans point ni coup sûr - 2008 : Sugar (en) - 2011 : Le Stratège (Moneyball) - 2012 : Une nouvelle chance (Trouble With The Curve) - 2013 : 42 - 2013 : Papita, maní, tostón - 2014 : The Battered Bastards of Baseball (en) (documentaire) - 2014 : Million Dollar Arm - 2014 : La Gang des hors-la-loi - 2014 : No No: A Dockumentary (documentaire) - 2014 : Hero - 2014 : The Vancouver Asahi - 2015 : Where Hope Grows - 2018 : Benched - 2018 : Brampton's Own - 2021 : Not Out |